# 箱根料金所

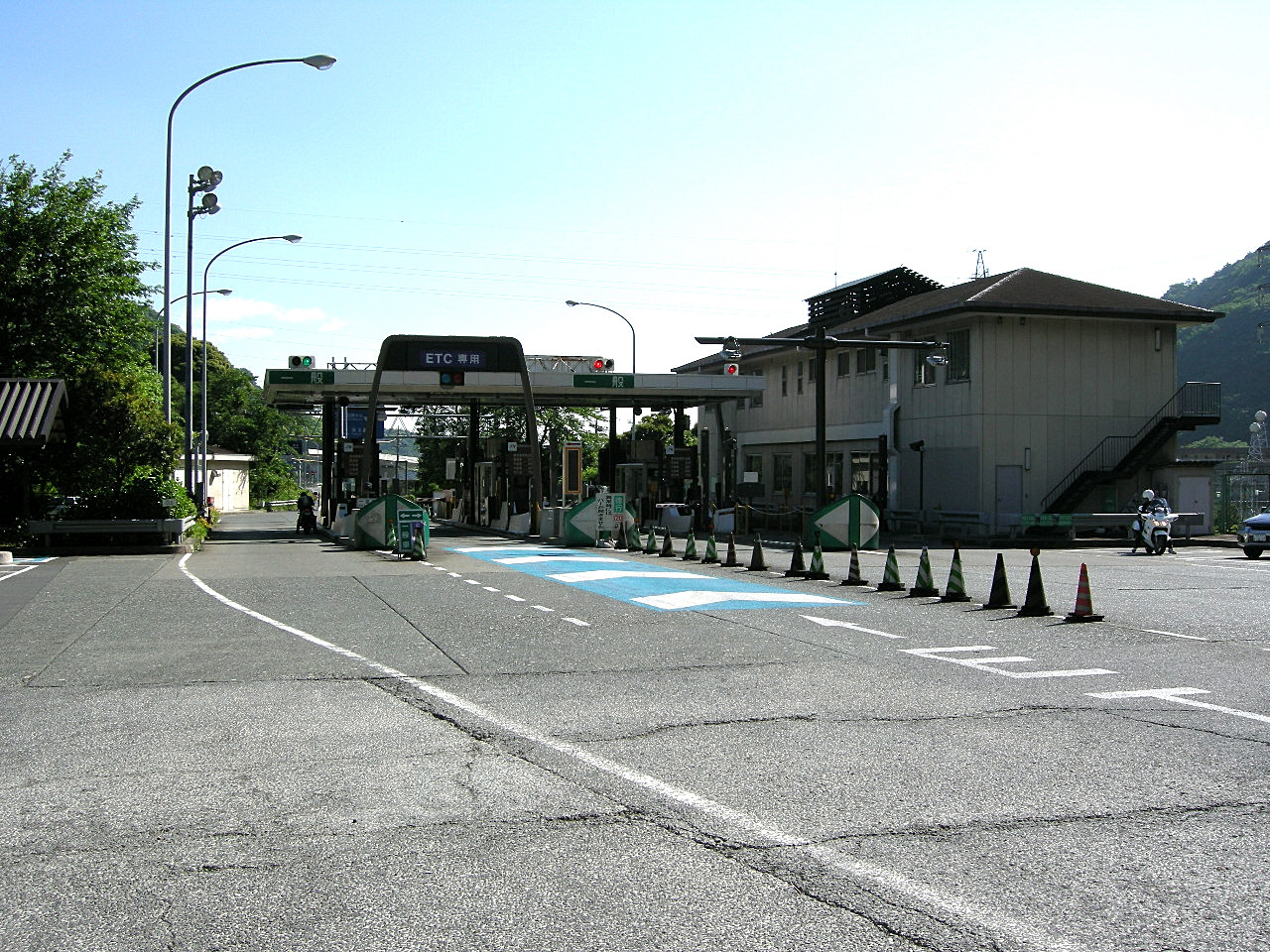
2011年まで存在していた箱根新道料金所。現在は料金所、管理事務所ともに解体されている（手前が三島方面）

箱根料金所（はこねりょうきんじょ）は、神奈川県足柄下郡箱根町にあった箱根新道の料金所である。
箱根新道が無料開放されたため、2011年7月25日をもって廃止となった。

## 概要
山崎インターチェンジから早川を渡った場所にあり、箱根パーキングエリアに隣接していた。ETCでの利用が可能であった。三島方面から当料金所を過ぎると、箱根湯本方面、小田原市街方面、小田原箱根道路（西湘バイパス、小田原厚木道路）の三叉路の形となっている。

## 道路
- 箱根新道

## 料金所施設（廃止時点）
ブース数：4

### 山崎IC方面
- ブース数：2
  - ETC専用：1
  - 一般：1

### 箱根峠IC方面
- ブース数：2
  - ETC専用：1
  - 一般：1

## 隣
箱根新道
山崎IC - 箱根TB/PA - 須雲川IC　